# Albertine Badenberg
Albertine Badenberg, née le 29 décembre 1865 à Steele et morte le 20 avril 1958 à Essen, est une enseignante et une militante féministe. Elle participe activement à l'Association des femmes catholiques allemandes. Après l'obtention du droit de vote pour les femmes allemandes, en 1918, elle s'engage en politique dans le Parti du Centre et siège comme députée au parlement prussien (Landtag) de 1924 jusqu'à son abolition en 1933.

## Biographie

### Jeunesse et formation
Albertine Badenberg est née le 29 décembre 1865 à Steele, qui est alors une ville industrielle près d'Essen, au cœur de la Ruhr en pleine industrialisation, dans une famille catholique bourgeoise. Son père, Albert Badenberg (1831–1888), est architecte et géomètre et sa mère, Auguste Koeck von Stuckimfeld (1838-1922), est  issue d'une famille aristocratique de Vienne. Elle et l'aînée d'une fratrie de sept frères et sœurs,.
Albertine Badenberg quitte l'école de filles à l'âge de quinze ans et passe les deux années suivantes en Belgique et au Royaume-Uni pour apprendre le français et l'anglais. Elle suit ensuite une formation pour enseignantes à Coblence et réussit ses examens finaux en 1885, ce qui la qualifie pour enseigner dans des collèges et des lycées (pour filles). En 1886, elle devient enseignante à Steele et, en 1887, prend la direction de l'école allemande de Gênes, mais retourne en Allemagne en 1888 à la suite du décès de son père. Elle se retrouve à l'âge de 22 ans responsable non seulement de subvenir à ses besoins, mais aussi ceux de sa mère et de six frères et sœurs plus jeunes.

### Le féminisme dans un contexte catholique
À son retour à Steele, Albertine Badenberg s'engage plus activement dans l’Association des enseignantes catholiques (Verein katholischer Lehrerinnen, VkdL). Elle devient membre du conseil d'administration en 1898. L'association s'engage pour la formation d’enseignants qualifiés et pour l’amélioration du statut des enseignants. En 1907, elle demande que les femmes puissent entrer à l'université - ce qui n'est possible en Prusse qu'en 1908 - et fait campagne pour l'égalité juridique et financière entre les enseignants et les enseignantes. Pour améliorer la visibilité de l'association, elle propose la création d'un magazine, ce qui est fait en 1900 avec Christliche Frau (Femme chrétienne) qui devient la voix du mouvement des femmes catholiques, face à Die Frau, édité par Helene Lange, de tendance libérale
En 1894, Albertine Badenberg crée un service de placement d'enseignantes catholiques en France et en Angleterre et en 1896 un service de conseil juridique pour les membres.

#### L'Association des femmes catholiques allemandes
Albertine Badenberg joue un rôle important en 1903, dans la fondation de l'Association des femmes catholiques allemandes (Katholischer Deutscher Frauenbund, KDFB). Cette initiative rencontre une large opposition au sein du courant (de) catholique. « Sortir de la maison pour aller aux conseils d'administration et aux réunions électorales est un échange très douteux. [...] Les souhaits et aspirations sociales des femmes sont très bien traitées entre les mains des hommes (Carl Joseph Mausbach, théologien et homme politique) ». Le Vatican s'en mêle et l'Association des femmes catholiques allemandes ne peut réellement commencer à fonctionner qu'un an plus tard. Albertine Badenberg devient membre de son Conseil d'administration et fonde en 1909 une association locale à Steele, qui obtient immédiatement 180 adhésions. En 1910, elle est trésorière nationale du KDFB et, jusqu'en 1936, elle élabore des stratégies financières innovantes comme l'organisation de loteries, pour permettre, entre autres, la construction d'écoles pour les femmes. En 1917, il y a plus de 300 sections locales de l'Association des femmes catholiques,.

##### Droit de vote des femmes
Jusqu'en 1918, Albertine Badenberg ne s'exprime pas clairement sur le sujet du droit de vote des femmes. Le sujet est controversé et le reste, même après la guerre. En octobre 1918, Ellen Ammann, Minna Bachem-Sieger et Albertine Badenberg se prononcent pour une prise de position rapide de l'Association en faveur du droit de vote des femmes, tandis que d'autres s'y opposent ou, comme Hedwige Dransfeld souhaitent conserver une position neutre. Le conseil d'administration prend cependant l'initiative de discuter de la question avec le parti politique Zentrum, proche de l'Église catholique en Allemagne. Celui-ci qui ne songe même pas encore à inclure les femmes, voire envisage de dissoudre les organisations de femmes centristes qui se sont créées, ne réagit pas. Le 12 novembre, le Conseil des représentants du peuple proclame le même suffrage universel, secret, direct, pour tous les hommes et femmes âgés d'au moins 20 ans. Le parti Zentrum demande alors à l'Association des femmes catholiques de coopérer. Celle-ci assume alors la responsabilité de « l'éducation politique des femmes ». Au cours de l’année suivante, marquée par la révolution de 1918-1919, les deux organisations mènent une campagne étroitement coordonnée.
En 1917, elle suspend son travail d'enseignante pour travailler à plein temps pour le KDFB comme secrétaire générale jusqu'en 1921. Cette année-là, elle retourne à l'enseignement et devient directrice adjointe d'une école en 1922.

### Députée au Parlement prussien
Albertine Badenberg rejoint le Parti du Centre et devient membre de l'exécutif régional, de l'exécutif de district et de l'exécutif local du parti. Elle se présente aux élections au Parlement prussien en 1919 mais n'est pas élue. Elle est élue en décembre 1924, membre du Parlement prussien (Preußischer Landtag), pour la circonscription électorale de Düsseldorf-Est. « Je m'intéressais principalement aux questions d'école, aux questions d'égalité des droits, aux salaires des hommes et des femmes, même si j'ai toujours défendu le principe selon lequel l'égalité des salaires ne doit pas être comprise de manière schématique. ». Le Landtag est dissout en octobre 1933 en même temps que le Reichstag,,.

### Après la Seconde Guerre mondiale
L'Association des enseignantes catholiques (VkdL) ferme ses portes en 1937 après que la Gestapo ait confisqué les locaux de son siège social à Berlin-Steglitz. Après 1945, Albertine Badenberg s'engage dans la refondation de l'Association des enseignants catholiques et, en 1949, l'association établit son nouveau siège social à Essen.

## Prix et distinctions
- 1955 Ordre du Mérite de la République fédérale d'Allemagne à l'occasion de son quatre-vingt-dixième anniversaire[2]

- Une rue d'Essen est nommée en son honneur[8].